# Цыганков, Александр Андреевич
Александр Андреевич Цыганков (род. 1 ноября 1948, Омск, РСФСР, СССР) — советский и российский музыкант, домрист

, композитор, музыкальный педагог. Народный артист России (1998), профессор РАМ им. Гнесиных, автор многих произведений для домры. 

## Биография
Начальное музыкальное образование получил в Омске, в музыкальной школе № 2 и муз. училище им. Шебалина. 
Затем окончил Государственный музыкально-педагогический институт им. Гнесиных.
Побеждал на I Всероссийском конкурсе исполнителей на народных инструментах в Москве (1972) в номинации «домра» и на Международных конкурсах в г. София (Болгария, 1968) и Братислава (Словакия, 1981). 
В 1971 году стал солистом на домре и концертмейстером группы малых домр Государственного академического оркестра русских народных инструментов им. Н. П. Осипова. 
На 2014 год является педагогом в РАМ им. Гнесиных по специальности "Домра".

## Награды и звания
- Орден Дружбы (2004)[2].
- Народный артист Российской Федерации (13 октября 1998)[3].
- Заслуженный артист Российской Федерации (29 декабря 1994) — за заслуги в области искусства
- Премия Правительства Российской Федерации в области культуры (2008)[4].